# 舩原三郎
舩原 三郎（ふなはら さぶろう）は、鎌倉時代後期の御家人。武雄舩ノ原領主。

## 経歴
波木井実長の三男として甲斐国波木井（はきり）にて誕生した。当初は波木井祐光を名乗る。
弘安の役での元軍との戦いでは主に壱岐国での戦い、それと松浦湾の鷹島（現在長崎県松浦市鷹島町三里免）での戦いで元軍に勝利を得ている。役後、鎌倉幕府からの博多湾の警備のために御家人たちの関東への帰郷を認めなかったとあり、舩原三郎祐光は、第3回の元寇に備えて九州に駐屯し、幕府から現在の佐賀県武雄の一部の領地を与えられ、松浦湾の今福と志佐にも飛地を所有した。弘安4年（1281年）8月10日付の肥前国守護・北条時定書下（松浦山代文書）に弘安の役（1281年）の合戦の時の参加御家人6名の名があり、「舩原三郎」の名が残されている。
弘安の役で活躍した、薩摩国の御家人・島津長久や比志島時範、松浦党の肥前国の御家人・山代栄、舩原三郎らが奮戦し活躍した。舩原三郎はこの時の活躍により、肥前守護・北条時定から書下を与えられている。

## 人物
父・実長は日蓮の有力壇越として知られており、文永の役（文永11年（1274年））の年に真言宗の東寺流であった南部一族の菩提寺、大日山妙樂寺は、文永11年（1274年）延寿山妙樂寺と改号し日蓮宗に改宗している。祐光三郎は日蓮の「一谷入道御書」以降の書簡において何度か文永の役での被害について触れており、日蓮はそのたびに掠奪や人々の連行、殺戮など「壱岐対馬」の惨状について述べており、朝廷や幕府が日蓮の教説の通り従わず人々も南無妙法蓮華経の題目を唱えなければ、「壱岐対馬」のように京都や鎌倉も蒙古の殺戮や掠奪の犠牲になり、国は滅びてしまうとも警告している。祐光（舩原三郎）は日蓮の教えに従い、鎌倉幕府の御家人で若く、武道に長けていた祐光は自ら巨摩を離れて、九州の警護に当たる。
九州では舩原の由来は祐光は西谷、小田、舩原（現在の山梨県南巨摩郡身延町）の土地を領有しており、舩原殿と呼ばれていたことから、舩原三郎を名乗る。
舩原三郎の菩提寺は佐賀の武雄市、船ノ原の廃寺、薬師如来が残っている真言宗黒髪山大智院密寺。

## 系譜
- 父：南部実長（1222年 - 1297年）
- 母：妙圓、出家後、日義尼?
- 妻：不詳
  - 嫡男：舩原宗経
  - 次男：舩原階等
  - 三男：舩原弥三郎 - 丹後守
  - 四男：舩原彦四郎 - 但馬守
  - 六男：某 - 小田の養子となり伯耆守

## 系図
```
                        
源頼義
 ━ 
源義光
 ━  
源義清
 ━  
源清光
 ━   
加賀美遠光

                                                                          ┃ 
                                                                       
南部光行
 
                                                                          ┃       　
　                                                                     
南部実長
　　　　
                                                                ┏━━━━╋━━━━┳━━━━┓
                                                            
南部実継
  
南部実氏
   
南部祐光 
 
南部長義
```